# Викстрем, Ульяс Карлович
У́льяс Ка́рлович Ви́кстрем (фин. Uljas Vikström; 3 марта 1910, Або — 17 апреля 1977, Петрозаводск) — советский писатель, редактор, драматург, переводчик, литературный критик, писавший на финском и русском языках. Заслуженный работник культуры Карельской АССР.

## Биография
Отец — красногвардеец, после поражения гражданской войне в Финляндии в 1918 году с семьёй выехал в Россию.
В 1933 году окончил Ленинградский институт журналистики, в 1935 году окончил Ленинградский университет национальных меньшинств им. Мархлевского. Являлся членом Ленинградской ассоциации пролетарских писателей (ЛАПП), публиковался в советских финноязычных журналах под псевдонимом Kullervo Kynämies (Куллерво Кюнямиэс).
Участник Великой Отечественной войны в должности инструктора политотдела 23-й армии. Участвовал в обороне Ленинграда.
В 1950 году принят в Союз писателей СССР.
В 1955—1971 годах — главный редактор журнала Пуналиппу.
В 1971—1975 годах возглавлял Союз писателей Карельской АССР, избирался депутатом Верховного Совета Карельской АССР.
Кроме произведений прозы и драматургии, У. К. Викстрем известен как литературный критик и переводчик. Он перевёл на финский язык ряд сочинений В. И. Ленина, произведения Ч. Айтматова, К. Паустовского, Н. Погодина, А. Фадеева, М. Шолохова.
Похоронен в Петрозаводске на Сулажгорском мемориальном кладбище.

## Семья
Дочь — Тертту Викстрем (1932—1990) — прозаик, поэтесса, переводчик, заслуженный работник культуры Карельской АССР.

## Награды
- орден Трудового Красного Знамени
- орден Красной Звезды (15.08.1944)
- орден «Знак Почёта» (22.09.1959)
- медали